# Phyllodoce albovittata
Phyllodoce albovittata är en ringmaskart som beskrevs av Grube 1860. Phyllodoce albovittata ingår i släktet Phyllodoce och familjen Phyllodocidae. Inga underarter finns listade i Catalogue of Life.